# Victor Hermann Balke
Victor Hermann Balke (* 29. September 1931 in Meppen (Illinois)) ist Altbischof von Crookston.

## Leben
Victor Hermann Balke empfing am 24. Mai 1958 die Priesterweihe für das Bistum Springfield in Illinois.
Papst Paul VI. ernannte ihn am 7. Juli 1976 zum Bischof von Crookston. Die Bischofsweihe spendete ihm der Erzbischof von Saint Paul and Minneapolis, John Robert Roach, am 2. September desselben Jahres; Mitkonsekratoren waren Joseph Alphonse McNicholas, Bischof von Springfield in Illinois, und William Aloysius O’Connor, emeritierter Bischof von Springfield in Illinois.
Am 28. September 2007 nahm Papst Benedikt XVI. seinen altersbedingten Rücktritt an.